# Hernanes
Anderson Hernanes de Carvalho Viana Lima (Recife, Estado de Pernambuco, Brasil, 29 de mayo de 1985), conocido simplemente como Hernanes, es un exfutbolista brasileño. Jugaba de mediocampista y fue internacional absoluto con la selección brasileña entre 2008 y 2014. 

## Trayectoria

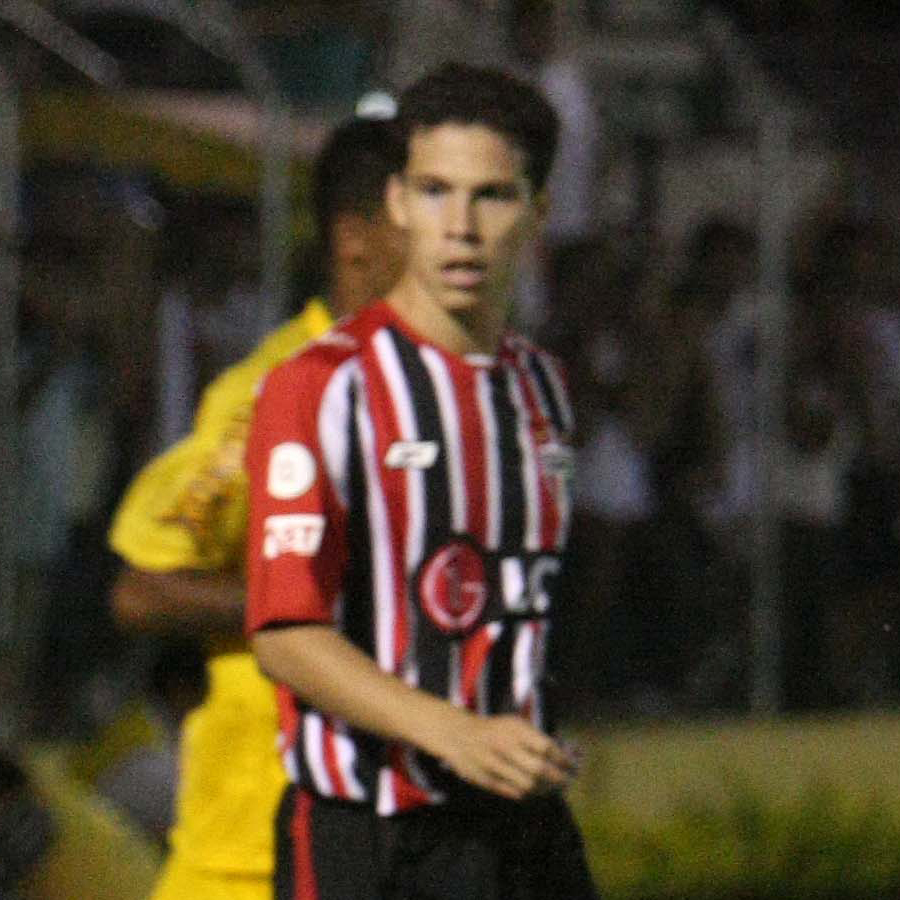
Hernanes jugando para São Paulo, en marzo de 2008.

### São Paulo
Nacido en Recife, fue parte de las canteras de São Paulo F. C. y jugó para ellos durante 9 años (2001-2010). Fue cedido al E. C. Santo André para la temporada 2006. En 2008, como jugador de São Paulo F. C., Hernanes ganó el Prêmio Craque al mejor jugador del Brasileirão. En enero de 2009 fue catalogado como el jugador de fútbol más prometedor en el mundo por el diario británico The Times. Jugó en total 215 partidos y anotó un total de 33 goles dejando una marca significativa.

### S. S. Lazio
El 6 de agosto de 2010 São Paulo F. C. acordó venderlo al club italiano S. S. Lazio. Firmó un contrato de cinco años y se pagó por la transferencia 11,1 millones de €. Anotó en su debut, marcando un penalti en un partido de amistoso contra el Deportivo de La Coruña, antes de haber sido derribado en el área. También asistió a Sergio Floccari para el tercer gol del equipo.
Su primer gol de la Serie A también fue en un penal contra el Bologna F. C. 1909 en la victoria por 3-1. El 3 de diciembre de 2010 marcó el tercer gol en la victoria por 3-1 sobre el Inter de Milán con un tiro libre. Concluyó la temporada con 11 goles, lo que equivalía al mejor registro goleador del club de un centrocampista en una temporada, junto a Pavel Nedvěd. Ayudó al club a ganar la Copa Italia 2012-13 enfrentando en la final a la A. S. Roma. Salió del club habiendo anotado 40 goles en 154 partidos jugados.

### Inter de Milán
El 31 de enero de 2014 se unió al Inter de Milán firmando un contrato de cuatro años y medio de duración. Su movimiento se rumoreaba que se debía a la motivación de dinero; algo que fue negado por él. El presidente del club Claudio Lotito afirmó que lo vendió después de que el Inter de Milán hubiera pagado su cláusula de rescisión de 20 millones de €, y que lo vendían en ese momento en lugar de dejarlo salir en transferencia libre. Como resultado, los aficionados estuvieron descontentos por su venta y protestaron por la acción de Lotito. Hizo su debut el 9 de febrero en la victoria por 1-0 sobre la U. S. Sassuolo, asistió un gol a Walter Samuel. El 10 de mayo anotó de larga distancia contra su exequipo para sellar una victoria de 4-1 que también significaba que el Inter iba a jugar en la Liga Europa de la UEFA en la temporada siguiente. Se despediría del Inter con siete goles en cincuenta partidos jugados.

### Juventus F. C.
El 31 de agosto de 2015 fue transferido a la Juventus de Turín por un estimado de 11 millones de €.

## Selección nacional

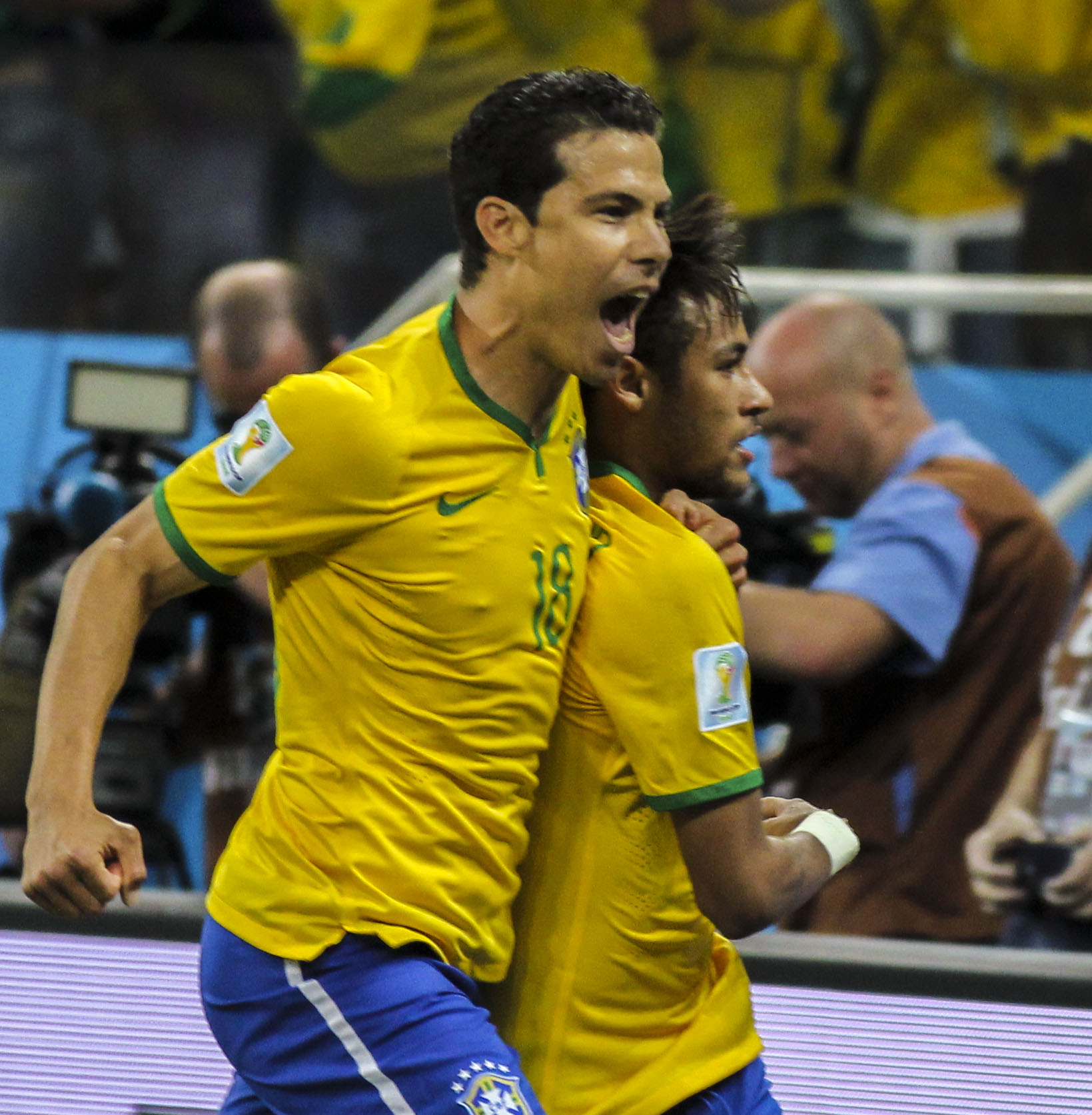
Hernanes en Brasil 2014 junto a Neymar.

Fue internacional con la selección de fútbol de Brasil en 27 ocasiones y marcó 2 goles. Debutó el 26 de marzo de 2008, en un encuentro amistoso ante la selección de Suecia que finalizó con marcador de 1-0 a favor de los brasileños. El 7 de mayo de 2014, Luiz Felipe Scolari incluyó a Hernanes en la lista final de 23 jugadores que representarán a Brasil en la Copa Mundial de Fútbol de 2014.

### Participaciones enCopa del Mundo
| Mundial           | Sede   | Resultado     | Partidos | Goles |
| ----------------- | ------ | ------------- | -------- | ----- |
| Copa Mundial 2014 | Brasil | Cuarto puesto | 3        | 0     |

### Participaciones enCopa Confederaciones
| Copa                      | Sede   | Resultado | Partidos | Goles |
| ------------------------- | ------ | --------- | -------- | ----- |
| Copa Confederaciones 2013 | Brasil | Campeón   | 5        | 0     |

## Clubes
| Club              | País   | Año       | Partidos | Goles |
| ----------------- | ------ | --------- | -------- | ----- |
| São Paulo F. C.   | Brasil | 2005      | 31       | 5     |
| E. C. Santo André | Brasil | 2006      | 43       | 8     |
| São Paulo F. C.   | Brasil | 2007-2010 | 185      | 29    |
| S. S. Lazio       | Italia | 2010-2014 | 156      | 41    |
| Inter de Milán    | Italia | 2014-2015 | 52       | 7     |
| Juventus F. C.    | Italia | 2015-2017 | 35       | 2     |
| Hebei Fortune     | China  | 2017      | 6        | 1     |
| São Paulo F. C.   | Brasil | 2017      | 19       | 9     |
| Hebei Fortune     | China  | 2018      | 14       | 4     |
| São Paulo F. C.   | Brasil | 2019-2021 | 86       | 8     |
| Sport Recife      | Brasil | 2021-     | 17       | 0     |

## Palmarés

### Campeonatos regionales
| Título              | Club            | País   | Año  |
| ------------------- | --------------- | ------ | ---- |
| Campeonato Paulista | São Paulo F. C. | Brasil | 2021 |

### Campeonatos nacionales
| Título               | Club            | País   | Año  |
| -------------------- | --------------- | ------ | ---- |
| Campeonato Brasileño | São Paulo F. C. | Brasil | 2007 |
| Campeonato Brasileño | São Paulo F. C. | Brasil | 2008 |
| Copa Italia          | S. S. Lazio     | Italia | 2013 |
| Serie A              | Juventus F. C.  | Italia | 2016 |
| Copa Italia          | Juventus F. C.  | Italia | 2016 |
| Serie A              | Juventus F. C.  | Italia | 2017 |
| Copa Italia          | Juventus F. C.  | Italia | 2017 |

### Campeonatos internacionales
| Título               | Club (*)            | País   | Año  |
| -------------------- | ------------------- | ------ | ---- |
| Copa Confederaciones | Selección de Brasil | Brasil | 2013 |